# Тимлин, Эдуард Леонидович
Эдуа́рд Леони́дович Тимлин (род. 22 августа 1938, Киев) — советcкий и украинский оператор игрового и документального кино. Заслуженный деятель искусств Украины (1995).

## Биография
Родился в Киеве. 
Обучаясь в Москве на операторском факультете Всесоюзного института кинематографии имени С. А. Герасимова, Тимлин был среди студентов, «навещавших Эйзенштейна» в доме его вдовы Перы Аташевой на Гоголевском бульваре и поспособствоваших её переезду.
С 1961 и до окончания института работал оператором на Свердловском телевидении, участвовал в Северной Таймырской экспедиции Института этнографии АН СССР. Выпускник мастерской Л. В. Косматова 1963 года, защитился документальным фильмом-очерком «На Таймыре» (1963), снятым вместе с этнографом Юрием Симченко по его сценарию.
С 1964 года — оператор на Украинской студии хроникально-документальных фильмов. Также работал на Одесской и Киностудии имени А. Довженко, участвовал в документальных проектах «Мосфильма» («Баллада о спорте», 1979) и ЦСДФ («Жизнь прекрасна», 1990).
В сентябре 1966 года по собственной инициативе вместе с режиссёром Рафаилом Нахмановичем снимал несанкционированные митинги в Бабьем Яру по случаю 25 годовщины расстрела евреев. Материал первого из них, тайком проявленный и припрятанный у себя дома оператором, впоследствии вошёл в фильм «Виктор Некрасов. На свободе и дома» (1991).
Снялся в эпизодической роли кинооператора в фильме «Храни меня, мой талисман» (1986). Является автором сюжетов для кинопериодики.
В 2000-е годы преимущественно работал в документальном кино на киностудии «Контакт» (Украина).
Профессор кафедры кино-телеискусства, художественный руководитель курса кафедры операторского мастерства в Киевском национальном университете культуры и искусств. Среди преподаваемых дисциплин: «Кино-, телеискусство (мастерство телеоператора)», «Фотокомпозиция», «Специальные съёмки», «Композиционно-съёмочный практикум», «Комбинированный практикум», «Основы операторского мастерства».
Лауреат кинофестивалей в Одессе, Риге, Полизо и других.
Член Союза кинематографистов СССР (СК Украинской ССР), член Национального союза кинематографистов Украины. 

## Фильмография
Оператор
- 1963 — На Таймыре
- 1964 — Доброго плавания «Дельфины
- 1965 — Двое с мартена
- 1965 — Запорожец на Олимпе
- 1965 — Корабли не умирают
- 1966 — Киев-66 (совместно с М. Гольбрихом)
- 1966 — Киевский этюд
- 1966 — Обсуждению не подлежит
- 1966 — Объяснение в любви[комм. 3]
- 1966 — Советская потребкооперация
- 1966 — Только для взрослых
- 1967 — Параска Беда и добрые люди
- 1968 — Василий Порик
- 1968 — В дороге и дома
- 1968 — Воспоминания Черняховского
- 1968 — Рисованные песни
- 1968 — Сорочинская ярмарка
- 1968 — Степан Шкурат
- 1968 — Ташкент. Землетрясение
- 1969 — Декада украинской литературы и искусства в РСФСР
- 1969 — Украинский квартал
- 1970 — Керчь
- 1970 — На доброе здоровье
- 1970 — Революционный полководец
- 1970 — Эстафета мужества
- 1971 — 22 июня
- 1971 — Власть Дионика
- 1971 — Колхоз «Дружба народов»
- 1971 — Через 25 веков
- 1972 — Ладыжин, 18 января
- 1972 — КСП
- 1973 — Одиннадцатый
- 1974 — Кубок
- 1974 — На Н-ской заставе
- 1975 — Такая беспрерывная, бесконечная борозда
- 1976 — Огни Приднестровья
- 1977 — Ненависть
- 1978 — Арсенал — граница — Арсенал
- 1978 — Дед Иван из села Речки
- 1978 — Четыре ордена командира Федько
- 1979 — Адреса миллионов
- 1979 — Баллада о спорте (в соавторстве)
- 1979 — В самой высокой цене
- 1979 — Запишите адрес
- 1979 — Учился я у…
- 1979 — Ященко
- 1980 — Диво Волынского леса
- 1980 — Киевский парад
- 1980 — Кооператив рыбоводства
- 1980 — Продаётся медвежья шкура (совместно с А. Итыгиловым)
- 1984 — В двух шагах от «Рая»
- 1984 — В защиту хлеба
- 1985 — Самолёт в твоем рюкзаке
- 1988 — Бич Божий (совместно с А. Золотарёвым)
- 1988 — Новые приключения янки при дворе короля Артура (совместно с А. Яновским)
- 1990 — Жизнь прекрасна[8]
- 1991 — Виктор Некрасов. На свободе и дома
- 1997 — Божественная Жизель
- 1999 — Братья Кричевские. Возвращение
- 1999 — Кому поведаю печаль мою?
- 1999 — …от Булгакова
- 1999 — Честь и благодарность
- 2000 — Богу и людям
- 2000 — Две семьи
- 2001 — Бойчук и Бойчукизм
- 2002 — Патриарх. Жизнь Иосифа Слепого (совместно с А. Химичем)
- 2002 — Тайна Чингисхана (совместно с В. Анисимовым)
- 2002 — Шум ветра (совместно с Б. Вержбицким)
- 2003 — В когтях времени. Жизнь и творчество поэта М. Бажана
- 2003 — Владимир Щербицкий. На перекрёстке мыслей и взглядов
- 2003 — Леонид Кравчук. Избрание судьбы
- 2003 — Обычный гений
- 2003 — Ты  помнишь наши встречи?..
- 2004 — Дарю вам праздник
- 2004 — Сергей Бондарчук. Родина
- 2005 — Дмитрий Милютенко
- 2005 — Мой нежный Мефистофель
- 2005 — Перед лицом ребёнка
- 2006 — Беги, принцесса, беги
- 2006 — Свой винко
- 2007 — Диссиденты (телесериал; совместно с А. Химичем)
- 2007 — Непрощённые. Нестор Махно (совместно с А. Химичем)
- 2007 — Непрощённые. Павел Скоропадский (совместно с А. Химичем, И. Ивановым)
- 2007 — Непрощённые. Симон Петлюра (совместно с А. Химичем)
- 2008 — Евгений Деслав. Фантастическое путешествие (совместно с В. Филипповым, А. Химичем)

Режиссёр
- 1966 — Киевский этюд
- 1970 — Керчь
- 1980 — Диво Волынского леса

## Звания
- Заслуженный деятель искусств Украины (9 ноября 1995)[19].

## Критика
Анализируя фильм «Объяснение в любви» (1966) и прошедших испытания его героинь, сценарист Лилия Огиенко обнаруживает язык взволнованной поэзии и сложных ассоциаций — «это их глазами, их душой говорит кадр».

… какая одухотворённость лиц на экране! А ведь внешне — это обыкновенные женщины. Впечатление, что оператор наблюдает и останавливает свой взгляд на самом важном, самом нужном. В этом я вижу ход операторской мысли.
Я не знаю, чем и как достигалась такая внимательность в светящихся глазах лошадей, в нереальном дереве с прозрачной листвой, в холоде и графичности снега. Но всё это сделано блестяще именно операторски. Кадр очень точно передаёт любые движения настроения. Этим фильм обязан прежде всего оператору. 
— Лилия Огиенко о фильме «Объяснение в любви» (1966)

…в фильме оператор Э. Тимлин чуть ли не впервые в кинематографе советской поры применил преобразование видеоизображения в киноплёнку. Конечно, с цифровыми современными технологиями это не сравнить… но кино и с этой стороны выглядит экспериментально.
— Из аннотации к фильму «Виктор Некрасов. На свободе и дома» (1991)

## Комментарии
1. ↑  Тимлин является автором множества снимков в квартире Перы Аташевой в 1960 году, в том числе запечатлевших аварийное состояние дома на Гоголевском бульваре и позже приложенных к письму деятелей культуры в Моссовет с ходатайством о выделении Аташевой новой квартиры под кабинет С. М. Эйзенштейна (с 1965 года — научно-мемориальный кабинет-музей)[4].
2. ↑  Киноплёнка со второго, более многочисленного митинга в Бабьем Яру 29 сентября, сразу же после проявки была изъята сотрудниками КГБ, а участники съёмки получили по строгому выговору (по одной из версий Тимлин был сослан на студию «Узбекфильм» — «передавать опыт»)[13].
3. ↑  По воспоминаниям Сергея Буковского фильм «Объяснение в любви» (1966) не был принят по цензурным соображениям даже после сокращений и перемонтажа. Производственные затраты тогда списали. Тимлину удалось сохранить копию и много позднее отреставрированную картину студия представила на Государственную премию имени Александра Довженко[18].